# 朱祁鑑
都昌惠靖王朱祁鑑（1432年—1477年），明朝第一代都昌王，明仁宗之孙，荆憲王朱瞻堈嫡二子，生母荆王妃周氏。

## 生平
朱祁鑑出生于宣德七年（1432年），为荆憲王朱瞻堈嫡二子，也是荆靖王朱祁鎬的同母弟，正统八年三月甲子（1443年4月7日），获封为都昌王，岁禄二千石，米钞各半。1447年，朝廷册封湖广罗田县县丞沈俊之女为都昌王王妃。
朱祁鑑的侄子朱見潚成为荆王后作恶多端，朱祁鑑向朝廷请求迁府建昌避居，但遭到朝廷拒绝。成化十三年（1477年）五月，朱祁鑑逝世，三年后庶二子朱见潭袭爵为第二代都昌王。

## 家庭

### 妻妾
- 王妃沈氏，湖广罗田县县丞沈俊之女，1482年逝世。[6]
- 夫人马氏，生懷順王朱見潭。[7]

### 子孙
- 嫡长子朱见浤，早夭。[8]
- 庶二子都昌懷順王朱见潭[9]
- 庶三子镇国将军朱见滏，成化十五年閏十月癸丑赐名。后被堂兄朱见潚饿死[10]
- 庶四子镇国将军朱见淲，后被堂兄朱见潚饿死[11]